# 청와대 특별감찰반 비위 의혹
청와대 특별감찰반 비위 의혹은 문재인 정부의 청와대 민정수석실 특별감찰반에서 민간인을 불법 사찰하고, 우윤근 주러대사의 비리를 묵인했다는 의혹이다. 이 의혹은 2018년 김태우 전 청와대 특별감찰반 수사관이 폭로를 하면서 발생하였다. 또한 환경부에서 '블랙리스트'를 작성했다는 의혹이 추가로 제기되어 문재인 정부 블랙리스트 의혹 또는 환경부 블랙리스트 의혹으로도 언론에 보도되었다. 그러나 김태우 전 수사관은 청와대 특감반 지위를 이용해 경찰청에서 지인이 연루된 사건 수사를 알려달라는 요구를 한 사실이 언론에 알려져 검찰을 받게되고, 지위를 이용한 자의적 불법 사찰 활동으로 경고를 받게 되자 자신이 수집해온 첩보를 폭로하며, 내부고발자라고 주장하였다. 청와대는 불법 사찰 의혹에 대해서는 민간인 사찰이 아니라 김태우 전 수사관의 개인적 일탈이라는 입장을 드러냈으며, 우윤근 주러대사의 행동에 대해서는 문제 없다고 주장했다.

## 논란과 쟁점
쟁점과 양측의 주장을 정리해보면 다음과 같다.
① 김태우 수사관 검찰 복귀 사유
- 김태우 수사관 측 : "우윤근 주러대사의 금품수수 의혹 보고서 작성이 쫓겨난 원인이다."
- 청와대 측 : "김 수사관은 이미 적법한 범위 외 감찰로 경고 받은 적 있다. 또한 최근 지인이 연루된 뇌물사건을 사적으로 알아보는 등 추가 비위 적발로 검찰 복귀된 것이다."

② 우윤근 주러대사 금품 수수 의혹
- 김태우 수사관 측 : "우 대사가 2009년 채용 청탁으로 1000만원 수수 후 2016년 총선을 앞두고 돌려주었다. 또한 저축은행 비리 관련해 1억 원을 수수했다."
- 청와대 측 : "김 수사관이 관련 의혹 보고했으나, 우 대사(당시 국회사무총장)는 감찰 대상 아니었다. 또한 해당 의혹은 박근혜 정부 때 문제 없다고 결론난 사항이며, 청와대 인사라인도 이에 근거에 문제 없다고 판단하였다."

③ 우윤근 주러대사 의혹의 보고 및 처리 과정
- 김태우 수사관 측 : "박형철 반부패비서관 → 조국 민정수석 → 임종석 대통령비서실장 순으로 보고되었다. 우 대사에 대한 적절한 조치 없이 자신이 감찰 대상이 되었다."
- 청와대 측 : "민정수석실에서 자체 종결하였으며, 임 실장에게 보고되지 않았다."

④ 특감반 민간 감찰 의혹
- 김태우 수사관 측 : "자신의 첩보활동 대상에 은행장, 전 총리 아들 등이 포함되었으며, 이를 언론사에 제보하였다."
- 청와대 측 : "김 수사관의 적정 범위 외 첩보 활동으로 인해 청와대에서 엄중 경고한 사안이다. 해당 보고는 바로 폐기하고 정보로 활용하지 않았다."

### 이외 논란
- 자유한국당은 최경환 전 기획재정부 장관, 홍준표 전 자유한국당 대표, 조선일보 오너 일가 등등 야권 인사를 비롯해 언론,민간인 등에 대한 전방위적 사찰이 있었다는 추가 의혹을 제기했다.[3] 김태우 전 수사관은 청와대 컴퓨터 화면을 직접 찍었다고 밝혔다.[4]
- 조선일보는 정부 자료를 인용한 비판적 언론 보도가 나왔을 경우, 특별감찰반원들을 관련 부처에 보내 공무원들의 휴대폰을 압수한 뒤, 포렌식 장비로 휴대폰 내용을 분석한 '강압 수사'식 감찰이 이루어졌다고 보도하였다.[5]
- 자유한국당은 이전 정부 관련 인사 등을 공직에서 배제하는 이른바 '환경부 블랙리스트' 문건을 공개하였다. 해당 문건은 한국환경공단 등 환경부 산하기관 8곳의 임원 21명에 대한 사퇴 동향을 담고 있다.[6] 환경부는 청와대의 요청으로 작성했다며 해당 문건의 작성을 시인하였다.[7] 또한 환경부 외에도 산업통상자원부에서도 블랙리스트 문건이 존재하며, 한국전력 산하 발전사 4곳의 사장으로부터 사표를 받았다고 주장하였다.[8]
- 청와대는 해당 의혹을 부인하면서 김태우 수사관을 "미꾸라지"라고 규정하고, "문재인 정부의 유전자에는 애초에 민간인 사찰이 존재하지 않는다"는 워딩을 썼으나, "미꾸라지", "유전자" 등 감성적, 감정적인 언어를 동원하는 것은 논리적 상황 대응에 별 도움이 되지 않는다는 지적이 나온다.[9]

## 연표

### 2018년
- 11월 29일, 청와대 민정수석실 특별감찰반 직원이 경찰을 상대로 수사 상황을 캐물었다가 적발된데 이어 근무시간에 친목을 도모한다면서 단체로 골프를 친 의혹으로 인해 청와대는 특별감찰반 10명 전원을 해고했다.[10] 특감반장은 공안검사 출신의 이인걸 선임행정관이었다. 청와대 선임행정관은 행정관 위의 계급으로, 2급 공무원이다. 군대로 치면 소장 계급으로, 검찰청 공안부 부장검사(2급)가 청와대 특감반장을 맡는게 관행이다.
- 12월 14일
  - 김태우 전 특별감찰반 수사관이 "문재인 대통령과 가까운 우윤근 주러시아 대사의 비리 정보를 보고해 쫓겨났다"고 폭로하였다. 김 전 수사관은 ① "우 대사가 2009년 사업가인 장모씨에게 1000만원을 받으며 취업 청탁을 받았다. 그러다 총선이 있던 2016년이 돼서야 1000만원을 돌려줬다", ② "김찬경 전 미래저축은행 회장이 우 대사와 가까운 변호사 A씨에게 수사 무마를 부탁하며 1억2000만원을 건넸는데, 이중 1억원이 우 대사에게 갔다"고 우 대사의 비위 정보를 언론에 주장했다. 또한 "민정수석(조국)과 비서실장(임종석)이 감사를 무마했다. 직무를 고의로 유기했다”며, 자신을 쫓아낸 이유가 이와 연관이 있다고도 주장했다.[11]
  - 조국 청와대 민정수석은 '특별감찰반'이라는 명칭을 권위적이라는 이유로 '감찰반'으로 변경하고, 검찰·경찰로만 이뤄져 있는 감찰반의 구성을 검찰·경찰·감사원·국세청 등 조사권한을 보유한 여러 기관 출신 인사로 인적 구성을 다양화하기로 했다. 아울러 감찰반 업무 내규를 신설해 내부통제를 강화하고, 부당한 지시는 거부할 수 있도록 하는 등의 대책을 내놓기로 했다.[12]
- 12월 15일, 윤영찬 청와대 국민소통수석은 "궁지에 몰린 미꾸라지 한 마리가 개울물을 온통 흐리고 있다"며 "곧 불순물은 가라앉을 것이고 진실은 명료해질 것"이라고 말했다.[13]
- 12월 18일
  - 김의겸 청와대 대변인은 "문재인 정부의 유전자에는 애초에 민간인 사찰이 존재하지 않는다", "국정원을 깨끗이 놓아버린 정부다. 10명도 채 안되는 특감반원들을 데리고 민간인 사찰을 한다는 게 납득이 되나?"고 해당 의혹을 강하게 부인했다. 그러면서 김태우 수사관 개인이 임의로 수집한 것이고, 특정인을 목표로 한 것도 아니여서 민간인 사찰이 아니라는 입장을 드러내었다.[14] 이 중 유전자 발언은 야권으로부터 "선민의식", "4차원"이라는 비판을 받았다.
  - 국무회의에서 김태우 사건의 문제점을 보완하여, 특별감찰반 대통령령이 개정되었다. 비공개 규정이다.
- 12월 19일
  - 청와대는 임종석 대통령비서실장 명의로 김태우 전 수사관을 공무상비밀누설 혐의로 검찰에 고발하였다. 고발장에는 "김태우 전 특감반원은 비위혐위로 원 소속기관으로 복귀해 피의자 신분으로 수사 중인 상황에서도 허위사실을 언론에 유포하고, 공무상 취득한 자료를 배포하는 등 위법한 행위를 지속하고 있다"는 내용이 담겨있다고 김의겸 청와대 대변인이 설명했다. 해당 사건은 서울중앙지방검찰청 형사1부에 배당되었다.[2]
  - 자유한국당은 야권 인사를 비롯해 언론 · 민간인 등에 대한 전방위적 사찰이 있었다는 추가 의혹을 제기했다. 자유한국당은 5쪽짜리 '사찰 의혹 관련 참고자료'[15]를 근거로 최경환 전 기획재정부 장관 사찰, 홍준표 전 한국당 대선후보 관련 사찰, 조선일보 오너 일가 사찰, 김현미 국토교통부 장관 관련 사찰이 있었음을 주장했다.[3]
- 12월 20일
  - 자유한국당은 임종석 비서실장과 조국 민정수석, 박형철 반부패비서관, 이인걸 특별감찰반장을 직권남용과 직무유기 혐의로 고발하였다.[16] 자유한국당은 임종석 실장에 대해서는 우윤근 주 러시아 대사와 관련한 비위 혐의를 보고받고도 합당한 조치를 하지 않았으니 직무유기 혐의가 있다고 주장했다. 또한 조국 수석과 박형철 비서관, 이인걸 반장에 대해서는 노무현 정부 인사들의 가상화폐 보유 현황 파악, 공항철도 등 민간 기업에 대한 불법 사찰 지시 등 직권남용·직무유기 혐의가 있다고 주장했다.[17]
  - 문무일 검찰총장은 서울중앙지검 형사1부에 배당됐던 김 수사관 사건의 수원지방검찰청 이송을 지시했다.[16]
  - 자유한국당이 전날 공개한 김태우 수사관의 첩보 보고서 목록에 대해, 청와대는 사실 여부가 확인된 바 없다고 밝혔지만, 김태우 수사관은 "청와대 컴퓨터 화면을 직접 찍은 것"이라고 밝혔다.[4]
- 12월 21일, 문무일 검찰총장은 자유한국당의 임종석 실장 등에 대한 고발 사건을 서울동부지방검찰청으로 이송하라고 지시했다.[17]
- 12월 25일, 특별감찰반에서 정부부처 공무원들을 대상으로 권한 범위를 넘어선 '강압 수사'식 감찰을 해왔다는 의혹이 제기됐다. 정부 자료를 인용한 비판적 언론 보도가 나왔을 경우, 특별감찰반원들을 관련 부처에 보내 공무원들의 휴대폰을 압수한 뒤, 포렌식 장비로 휴대폰 내용을 분석했던 것으로 전해졌다. 일부 공무원은 별건으로 특감반 사무실로 불려가 조사와 추궁을 받았던 것으로 알려졌다. 실제로 2018년 5월 특감반은 민간 기업인 KT&G 사장 선임에 개입한 정황이 담긴 기획재정부 문건이 언론에 보도된 뒤 기재부를 감찰했으며, 2017년 말에는 외교부 고위 관계자들을 상대로 '언론 유출'에 대한 감찰을 벌였고, 2018년 11월 초에는 보건복지부 국민연금정책국장과 국민연금정책과장 등이 휴대폰을 압수당했다.[5]
- 12월 26일
  - 자유한국당은 문재인 정부에서 이전 정부 관련 인사 등을 공직에서 배제하는 내용의 이른바 '블랙리스트' 문건이 확인됐다고 주장했다. 해당 문건은 한국환경공단 등 환경부 산하기관 8곳의 임원 21명에 대한 사퇴 동향을 담고 있다. 자유한국당이 공개한 <환경부 산하기관 임원들의 사퇴 등 관련 동향> 문건에는 '한국환경공단 외에는 특별한 동요나 반발 없이 사퇴 등 진행 중'이라고 적혀 있었다. 문건의 표에는 환경부 산하 공공기관[18] 임원 21명의 직위와 이름, 임기가 기입되어 있으며, 우측에는 '사표 제출', '사표제출 예정', '후임 임명시까지만 근무', '반발' 등 임원들의 '현재 상황'이 적혀 있었다. '반발'이라고 적힌 임원들은 '새누리당 출신', 'KEI(한국환경정책평가연구원) 출신'이라는 설명도 있었으며, 21명 중 1명은 '현재 상황'란에 '現정부 임명'이라고 적혀 있었다.[6]
  - 환경부는 자유한국당이 제기한 '블랙리스트' 의혹에 대해 처음에는 해당 문건의 작성 및 청와대로의 보고 사실을 부인했으나, 26일 자정 무렵 말을 바꿔 '블랙리스트' 문건에 대해 직접 작성한 것이라고 시인했다. 해당 문건은 2018년 1월 청와대 특별감찰반원 김태우 수사관 요청을 받고 작성됐다고 환경부는 밝혔다.[7]
- 12월 27일, 대검찰청 감찰본부는 김태우 전 수사관의 해임을 요구했으나 수사 의뢰는 하지 않았다. 대검은 김 수사관이 자신의 감찰 대상인 과기정통부에 5급 사무관 직책을 신설해 셀프 승진하려 한 의혹이 사실이며, 김 수사관이 건설업자 최 모 씨에게 특감반에 갈 수 있게 해 달라며 인사 청탁을 한 것을 새로 발견했다고 밝혔다. 또한 최 씨의 연루 사건을 경찰에 조회한 것은 청탁을 받고 사건 개입을 시도한 것이며, 우 대사 첩보를 언론에 제보한 것은 청와대 보안규정 위반이라고 밝혔다. 감찰 결과에 대해, 김 수사관 측은 최 씨와는 단 1번만 골프를 쳤으며, 이 또한 '접대'가 아닌 '정보활동의 일환'이라고 반박하였다. 또한 과기정통부 셀프 승진 및 사건 개입 시도에 대해서도 사실이 아니라며 징계위에서 사실관계를 다툴 것이라고 밝혔다.[19]
- 12월 31일, 임종석 비서실장과 조국 민정수석이 국회 운영위원회에 출석하였다. 민정수석이 국회 운영위에 출석한 것은 2006년 이후 12년만이다. 이 자리에서 조 수석은 "문재인 정부 민정수석실은 특별감찰 포함해서 모든 업무를 법과 원칙에 따라 처리해왔다"며 의혹을 전면 부인했다. 임 실장 또한 "적어도 민간인사찰이니 블랙리스트니 하는 무리한 주장들이 터무니없는 정치공세라는 점이 확인될 거라고 생각한다"고 하였다.[20] 국회에서 나경원 자유한국당 원내대표는 민간인 사찰은 탄핵감이라고 발언하였다.[21] 자유한국당과 바른미래당은 임 실장과 조 수석 외에도 민정수석실 산하의 박형철 반부패비서관과 백원우 민정비서관 등도 출석해야 한다고 주장하였다.[22]

### 2019년
- 1월 1일, 채널A는 김태우 전 수사관이 특별 승진 후보였다는 내용을 보도했다. 김 수사관의 청와대 특감반 파견 취소 및 검찰 복귀로부터 1주일 뒤인 11월 21일, 서울중앙지검에서 김 전 수사관을 5급 특별승진 후보자로 추천했다는 것이다. "비위 의혹 때문에 원대 복귀되었다"는 김 수사관의 징계가 아닌 승진을 검토한 것에 대해, 청와대가 김태우 수사관의 입을 다물게 해 특감반의 비위를 감추려 한 것 아니냐는 의혹이 제기되었다.[23]
- 1월 2일, 김태우 전 수사관은 "2018년 6월 15일 검찰 간부 A씨가 건설업자에게 금품을 받았다는 의혹을 윗선에 보고했으나, 박형철 반부패비서관이 첩보를 묵살하고 감찰 대상인 A씨에게 전화를 걸어서 첩보 내용을 알려줬다"며 박형철 비서관을 '공무상 비밀누설 혐의'로 검찰에 고발할 예정"이라고 밝혔다. 또한 "A씨와 박 비서관은 고교 동문이자 사법연수원 동기"라며 "유착이 의심된다"고 주장했다.[24]
- 1월 3일, 김태우 전 수사관이 서울동부지방검찰청에 참고인 자격으로 출석했다. 김 전 수사관은 포토라인에서 "업무를 하던 중에 공직자에 대하여 폭압적으로 휴대전화 감찰을 하고 혐의 내용이 나오지 아니하면 개인 사생활까지 탈탈 털어서 감찰하는 것을 보고 문제의식을 느꼈다"고 토로했다. 그러면서 "청와대에서 저의 이러한 언론 공표에 대하여 공무상 비밀 누설이라고 고발했는데 공무상 비밀 누설은 제가 아니라 청와대 측이 하였다"며 박형철 비서관이 공무상 비밀누설 혐의가 있다고 주장했다.[25]
- 1월 4일, 중앙일보는 2018년 8월 국회 환경노동위 회의 속기록을 공개했다. 해당 속기록에서는 김은경 당시 환경부 장관 자신이 "사표를 내시도록 부탁을 드린 것 같다"고 환경공단 이사장·임원진에게 사표제출을 종용했음을 시인하면서, "환경관리공단의 임명 권한은 제게 없다"고 그 배경이 청와대임을 시사하는 듯한 발언을 하기도 했다.[26]
- 1월 10일, 자유한국당은 환경부 외에도 산업통상자원부에도 블랙리스트가 있다는 의혹을 제기했다. 당내 '청와대 특별감찰반 의혹 진상조사단' 단장인 김도읍 의원은 "2017년 9월 산업통상자원부 담당 국장이 발전사 사장들을 개별적으로 광화문에 있는 모 호텔로 불러내 사표 제출을 종용했다"며 "당시 4개 발전사 사장들의 임기는 짧게는 1년 4개월, 길게는 2년 2개월씩 남아 있었다"고 했다. 김 의원에 따르면, 한국전력 산하 발전 4사 사장인 남동발전 장재원, 남부발전 윤종근, 서부발전 정하황, 중부발전 정창길 사장의 사표가 2017년 9월 일괄 수리됐다. 정하황·장재원 전 사장은 임기가 2년2개월, 윤종근·정창길 전 사장은 1년4개월이 남은 시점이었지만 모두 의원면직 처리됐다.[8]
- 2월 10일, 김태우 전 수사관은 국회 의원회관에서 기자회견을 열어, 더불어민주당원 댓글 조작 사건 수사 진행 중 청와대 이인걸 특별감찰반장이 특감반원들에게 수사진행 상황을 알아보라고 텔레그램 지시를 했다고 추가 폭로했다. 이인걸 특감반장이 김태우 본인을 포함한 검찰 출신 특감반원 4명이 있는 텔레그램 단체방에서 '드루킹이 60GB 분량의 USB를 특검에 제출했다'는 내용의 언론기사 링크를 올리면서, 특감반원 4명에게 사실 여부와 USB의 내용물을 알아보라고 지시했고, 13분 후에 박 모 특감반원이 지시대로 조사한 뒤 'USB 제출은 사실이고, USB 자료 내용은 김경수와 메신저 내용을 포함해 댓글조작 과정 상 문건'이라고 보고했다는 것이 김 전 수사관의 주장이다.[27]
- 2월 14일, 검찰은 환경부를 압수수색하여 산하기관인 한국환경공단 임원의 사퇴 여부를 다룬 문건을 확보했다. 문건에는 환경공단 임원 일부가 사표 제출을 거부하고 있다는 내용과 이들 중 일부에 대한 감사 계획 등이 담긴 것으로 전해졌다.[28]
- 2월 19일, 서울동부지방검찰청은 환경부 블랙리스트 의혹과 관련해 김은경 전 환경부 장관을 출국금지 조치했다.[28]
- 3월 22일, 서울동부지방검찰청은 김 전 장관에 대해 직권남용 권리행사방해 혐의를 적용해 사전구속영장을 청구했다.[29]
- 3월 26일, 서울동부지방법원 박정길 영장전담 부장판사는 김은경 전 장관에 대한 구속영장 청구를 기각하였다.[30] 판사가 제시한 영장 기각 사유를 둘러싼 여러 논란들이 있다. ① 청와대와 정부부처가 산하기관 인사를 협의하는 것은 관행이라는 것, ② 국정농단과 탄핵, 갑작스러운 대선 실시 등 어수선했던 정국을 고려할 필요가 있다는 것, ③ 이미 퇴직한 지 오래되어 증거 인멸의 우려가 없다는 것 3가지가 기각 사유이다. ①에 대해서는 "이 기준대로라면 박근혜 정부 블랙리스트 관계자들에 대한 구속영장도 기각되어야 한다", ②에 대해서는 "법원에선 보기 힘든 기각 사유이며, 사실상 검찰이 영장 청구 단계에서 제시한 증거와 진술만으로 (구속 여부만 판단한 게 아니라) 김 전 장관이 무죄라는 판단을 해버렸다", ③에 대해서는 "이 기준대로라면 퇴직한 지 1년이 넘은 양승태 전 대법원장에 대한 구속영장도 기각되어야 한다"는 반박이 나온다.[31]

## 관계자
- 임종석 대통령비서실장
- 조국 대통령비서실 민정수석비서관
- 박형철 대통령비서실 민정수석비서관실 반부패비서관
- 이인걸 대통령비서실 민정수석비서관실 반부패비서관실 선임행정관 겸 특별감찰반장
- 백원우 전 대통령비서실 민정수석비서관실 민정비서관
- 유재수 전 금융위원회 금융정책국장
- 우윤근 주러시아 대한민국 대사
- 김은경 전 환경부 장관
- 김태우 전 대통령비서실 민정수석비서관실 반부패비서관실 특별감찰반 수사관

## 반응

### 더불어민주당
- 홍영표 원내대표는 "지금 특감반원이 자기 비위를 덮기 위해 폭로전을 하고 있고, 대검찰청에서 감찰단 조사를 하고 있으니 그것을 보고 해야되는 게 아니냐"고 주장했다.[32]
- 박주민 최고위원은 "한국당의 정치 공세였다는 것이 운영위 결과로 이어졌고 많은 분들도 공감했다"라면서 "새해는 국민을 위한 일하는 국회가 돼야 한다. 더 이상 증거 제시도 못하는 정치공세를 하지 말고 일하는 국회로 거듭나도록 협조해달라"고 논평했다.[33]

### 자유한국당
- 청와대의 "유전자" 발언에 대해 김병준 비상대책위원장은 "이런 오만이 있을 수 있나"면서 "이 정부는 자신들이 하는 것은 모두 선이고 상대방은 악이라고 보고 있다"고 비판하였고, 김영우 한국당 의원 또한 "극단적 허언"이라며 "문재인 정부 유전자에 신적폐의 유전자가 흐르는 것이 분명하다는 증거"라고 비판하였다.[34]
- 나경원 원내대표는 "민간인 사찰과 실세 비리를 묵살했다"며 "청와대 관계자를 직무유기 직권남용 혐의로 고발장을 접수할 것"이라고 밝혔다. 또한 수사관 개인의 일탈이라는 청와대의 주장에 대해 "만약 개인이 한 일이라면 1년 넘게 한 일을 왜 제재하지 않았느냐"며 "제지하지 않은 것 자체만으로도 직무유기"라고 비판했다.[32]

### 바른미래당
- 청와대의 "유전자" 발언에 대해 하태경 의원은 "김 수사관은 윗선으로부터 민간인들의 암호화폐 보유정보 수집 지시가 있었다고 했는데, 청와대는 그렇게 지시한 적 없다고 부정해 진술이 충돌한다"며 "수집 지시가 있었다면 청와대가 민간인 사찰임을 인정한 것"이라고 밝혔다. 이준석 바른미래당 최고위원 또한 "유전자 드립이라니, 자기들끼리 빨강 주머니·파랑 주머니 이러면서 희한한 소리 할 때부터 이상하다 생각했는데 갈수록 언어 자체가 4차원으로 가는 것 같다"고 비판하였다.[34]
- 김관영 원내대표는 "즉각 국회 운영위원회를 열어서 이번에는 반드시 사건의 당사자인 민정수석(조국)을 출석시켜서 그 진위를 따져봐야 할 것"이라고 했다.[32]

### 그 외
- 고영주 등 보수 성향[35] 변호사 22명으로 구성된 '자유를 수호하는 변호사들'은 정부의 김태우 전 수사관 및 신재민 전 사무관에 대한 고발 조치에 대해 "명백히 공익제보자의 입을 틀어 막고 제3, 제4의 김태우, 신재민과 같은 양심선언을 막으려는 본보기성 부당한 제재이고 보복이며 괴롭힘이다"라고 비판했다. 또한 "공익제보자의 양심적 폭로에 대해 인신모독성 발언과 본질과 다른 이슈를 제기하는 것은 위법한 지시를 하거나 계획한 자들이 보이는 전형적인 물타기 수법"이라며 "공익제보자에 대한 위협과 불이익조치 등을 금지하는 공익신고자 보호법을 위반하는 것"이라고 지적했다.[36]

## 같이 보기
- 특별감찰반
- 문재인에 대한 비판
- 문재인 정부 민간기업 인사 개입 및 적자 국채 발행 의혹: 비슷한 시기에 발생한 문재인 정부의 스캔들이다.